# Руя (гмина)
Руя (пол. Ruja) — сельская гмина (волость) в Польше, входит как административная единица в Легницкий повет, Нижнесилезское воеводство. Население — 2667 человек (на 2004 год).

## Демография
| Перепись                       | Всего   | Всего | Женщины | Женщины | Мужчины | Мужчины |
| ------------------------------ | ------- | ----- | ------- | ------- | ------- | ------- |
| Единицы                        | человек | %     | человек | %       | человек | %       |
| Население                      | 2667    | 100   | 1317    | 49,4    | 1350    | 50,6    |
| Плотность населения (чел./км²) | 36,4    | 36,4  | 18      | 18      | 18,4    | 18,4    |

## Поселения
1. Бренник
2. Дзержковице
3. Яновице
4. Коморники
5. Лясовице
6. Полянка
7. Рогозник
8. Руя
9. Стшалковице
10. Тынец-Легницки
11. Уша
12. Вонгродно

## Соседние гмины
1. Гмина Кунице
2. Гмина Легницке-Поле
3. Гмина Мальчице
4. Гмина Проховице
5. Гмина Вондроже-Вельке

## Известные уроженцы
- Рогге, Бернгард (теолог) (1831–1919) – немецкий теолог, придворный капеллан, писатель.